# Bravi piccoli uomini
Bravi piccoli uomini (Modiga mindre män) è un film del 1965 diretto da Leif Krantz.

## Riconoscimenti
- Leone d'argento - Gran premio della giuria al Festival di Venezia